# Васильевица
Васильевица, Васильевка — река в России, протекает в Вологодской области, в Тотемском районе. Устье реки находится в 27 км по левому берегу реки Тафта. Длина реки составляет 10 км.
Исток находится в 13 км к северо-западу от посёлка Красный Бор и в 42 км к юго-западу от Тотьмы. Васильевица течёт по лесному массиву на юг, крупных притоков и населённых пунктов по берегам нет. Впадает в Тафту чуть выше деревни Родная (Муниципальное образование «Погореловское»).

## Данные водного реестра
По данным государственного водного реестра России относится к Двинско-Печорскому бассейновому округу, водохозяйственный участок реки — Северная Двина от начала реки до впадения реки Вычегда, без рек Юг и Сухона (от истока до Кубенского гидроузла), речной подбассейн реки — Сухона. Речной бассейн реки — Северная Двина.
Код объекта в государственном водном реестре — 03020100312103000008152.